# فراحاني (بوزي)
فراحاني (بالفارسية: فرهانی) هي منطقة سكنية تقع في إيران في قسم بوزي الريفي. يقدر عدد سكانها بـ 42 نسمة بحسب إحصاء 2016.